# Walmart Nicaragua
Walmart  es la cadena de comercialización minorista que Walmart Stores posee en México y Centroamérica. A fines de 2011, su red incluía 2101 establecimientos comerciales en México y 621 en 5 países de Centroamérica (Guatemala, Honduras, El Salvador, Nicaragua y Costa Rica). Sus operaciones incluyen, además, otras marcas comerciales como Superama, Sam's Club, Bodega Aurrera, Suburbia y anteriormente las cadenas de restaurantes Vips y El Portón.
Es el primer empleador privado de México (más de 200 mil empleos a fines de 2011) y la tercera compañía más importante (tras Pemex y América Móvil), considerando su volumen de ventas.

## Historia
En 2005, Walmart Corp (US) adquiere el 33% de las acciones de Carhco, empresa conformada por las compañías minoristas CSU (Costa Rica) y La Fragua (Guatemala). En 2009, Walmart de México adquiere Walmart Centroamérica y, desde entonces, opera en 5 países de la región (Guatemala, Honduras, El Salvador, Nicaragua y Costa Rica) mediante nombres comerciales como Walmart, Supermercados Paiz, La Despensa de Don Juan, Despensa Familiar, Palí, La Unión, Masxmenos, Maxi Palí, Hipermás y Maxi Bodega. A partir de 2011, sin embargo, algunos de estos establecimientos se han convertido al tradicional formato Walmart.

## Formatos
- Walmart: cadena de hipermercados (el primero surgió de la conversión de la tienda La Unión Guanacaste, Carretera Sur).[7]
- Supermercados La Unión: cadena de supermercados. Fundada en 1960 como parte de la Corporación de Supermercados Unidos S.A.
- Palí: cadena de tiendas de descuento. Fundada en 1960 como parte de la Corporación de Supermercados Unidos S.A.
- Maxi Palí: formato híbrido entre tienda de descuento y supermercado (además de comestibles ofrece electrodomésticos y productos de ferretería, entre otros). Inauguró su primer establecimiento en 2011.[8]

## Número de Sucursales Por Formatos
- Walmart: 2
- Supermercados La Unión: 9
- Maxi Palí: 21
- Palí: 72
- Total: 104 unidades Entre Los Formatos Palí, Maxi Palí, Supermercados La Unión, Walmart